# Bibiche (personnage)
Pour les articles homonymes, voir Bibiche (homonymie).
 (février 2024).
Si vous disposez d'ouvrages ou d'articles de référence ou si vous connaissez des sites web de qualité traitant du thème abordé ici, merci de compléter l'article en donnant les références utiles à sa vérifiabilité et en les liant à la section « Notes et références ».
Bibiche est l'héroïne d'une série française de quinze albums pour jeunes enfants, écrits par Marie-Reine Blanchard (1915-2003) et publiés entre 1943 et 1953. Ils sont réédités en fac-similés de 1996 à 2000.

## Présentation de la série
Les menues aventures de la petite Bibiche et de son cousin François paraissent pendant la deuxième guerre mondiale et connaissent un succès immédiat, à tel point que des produits dérivés (albums à colorier, cartes postales, papier-peint, tissu, papier à lettres, porcelaine, etc.) sont commercialisés. Des galas et des matinées enfantines sont organisés dans toute la France, ainsi que le concours « Mademoiselle Bibiche » de l'année pour élire le meilleur sosie de Bibiche,.

## Albums parus
Publiés d'abord dans un format à l'italienne (un rectangle), les albums sont illustrés par des aquarelles peintes par l'autrice elle-même, à l'exception de deux tomes qui seront illustrés par Pierre Probst.
- Bibiche petite fille, 1943, éditions J. Barbe, Lyon
- Bibiche et François en vacances, 1943, éditions J. Barbe, Lyon
- Bibiche chez tante Gertrude, 1943, éditions J. Barbe, Lyon
- Bibiche et son alphabet, 1945, éditions J. Barbe, Lyon
- Les Chansons de Bibiche, 1945, éditions J. Barbe, Lyon
- Bibiche des tout-petits, 1946, éditions J. Barbe, Lyon
- Bibiche en Alsace, 1946, éditions J. Barbe, Lyon, illustré par Pierre Probst
- Le Noël de Bibiche, 1947, éditions J. Barbe, Lyon
- Bibiche et François, 1948, éditions J. Barbe, Lyon
- Bibiche et François en voyage, 1948, éditions J. Barbe, Lyon, illustré par Pierre Probst
- Le Livre de Bibiche, 1948, éditions J. Barbe, Lyon
- Bibiche et François à la ferme, 1949, éditions J. Barbe, Lyon
- Bibiche et ses cousins, 1949, éditions J. Barbe, Lyon
- Bibiche et François au cirque, 1950, éditions J. Barbe, Lyon
- Bibiche..., 1953, Tourcoing : Artima, collection : Les Albums Coquelicot (recueil de 8 fascicules)

Fac-similés
(parus aux Éditions du Triomphe de 1996 à 2000)
- Bibiche, 1996
- Bibiche, petite fille, 1996
- Le Noël de Bibiche, 1996
- Bibiche chez tante Gertrude, 1997
- Bibiche s’amuse, 1997
- Bibiche et François en montagne, 1998
- Bibiche et son alphabet, 1998
- Bibiche et Angélique, 1999
- Bibiche et les cloches de Pâques, 1999
- Bibiche et ses cousins, 1999
- Bibiche et François en voyage, 2000
- Bibiche et François vagabondent, 2000
- Bibiche et le petit chat, 2000
- Bibiche à la mer, 2001
- 1, 2, 3, Bibiche !, 2003 (réunit : Bibiche des tout-petits ; Bibiche et François ; Bibiche et François à la ferme)
- Bibiche en Alsace, 2005
- Le Livre de Bibiche, 2010
- Bibiche et François en vacances ; Bibiche et François chassent le lapin, 2011
- Bibiche et François au cirque, 2012